# Genova 1893 Circolo del Calcio 1932-1933
Questa voce raccoglie le informazioni riguardanti il Genova 1893 Circolo del Calcio nelle competizioni ufficiali della stagione 1932-1933.

## Stagione
Dal 1º gennaio del 1933 iniziarono i festeggiamenti per il quarantennale della fondazione del club ed in quel giorno lo stadio cittadino venne intitolato al Luigi Ferraris.

## Organigramma societario
Area direttiva
- Presidente: Vincent Ardissone

Area tecnica
- Allenatore: Karl Rumbold

## Rosa
| N. |                      | Ruolo | Calciatore           |
| -- | -------------------- | ----- | -------------------- |
|    | Italia (bandiera)    | P     | Manlio Bacigalupo    |
|    | Italia (bandiera)    | P     | Giovanni De Prà      |
|    | Italia (bandiera)    | D     | Amilcare Gilardoni   |
|    | Italia (bandiera)    | D     | Luigi Poggi          |
|    | Argentina (bandiera) | D     | Juan Pratto          |
|    | Italia (bandiera)    | D     | Giuseppe Spigno      |
|    | Italia (bandiera)    | C     | Ermelindo Bonilauri  |
|    | Italia (bandiera)    | C     | Ottorino Casanova II |
|    | Argentina (bandiera) | C     | Juan Esposto         |
|    | Italia (bandiera)    | C     | Berardo Frisoni I    |
|    | Italia (bandiera)    | C     | Francesco Godigna    |
|    | Italia (bandiera)    | C     | Alfredo Mazzoni      |

| N. |                      | Ruolo | Calciatore             |
| -- | -------------------- | ----- | ---------------------- |
|    | Romania (bandiera)   | C     | Giulio Micossi         |
|    | Argentina (bandiera) | C     | Rodolfo Orlandini      |
|    | Italia (bandiera)    | C     | Valentino Sala         |
|    | Italia (bandiera)    | C     | Angelo Strata          |
|    | Italia (bandiera)    | A     | Piero Bottaro          |
|    | Italia (bandiera)    | A     | Ettore Carpi           |
|    | Italia (bandiera)    | A     | Giuseppe Ferrari       |
|    | Argentina (bandiera) | A     | Antonio Juan Ganduglia |
|    | Italia (bandiera)    | A     | Eugenio Mura           |
|    | Italia (bandiera)    | A     | Dario Savio            |
|    | Argentina (bandiera) | A     | Guillermo Stábile      |

## Risultati

### Girone di andata
| Arbitro: | Bevilacqua (Viareggio) |

|                                           |           |  |
| Mazzoni 8’ Orlandini 10’ Mazzoni 52’, 58’ | Marcatori |  |

| Arbitro: | Scarpi (Dolo) |

|                                            |           |                                                 |
| Bacigalupo 54’ (aut.) Dalfini 83’ Dusi 84’ | Marcatori | 45’ Esposto 46’ Ferrari 47’ Mazzoni 59’ Stabile |

| Arbitro: | Casati (Como) |

|                      |           |  |
| Sala 10’ Esposto 52’ | Marcatori |  |

| Arbitro: | Caironi (Milano) |

|                             |           |  |
| Spivach 19’, 59’ Frossi 68’ | Marcatori |  |

| Arbitro: | Mattea (Torino) |

|               |           |  |
| Ganduglia 65’ | Marcatori |  |

| Arbitro: | Barlassina (Novara) |

|                           |           |  |
| Petrone 15’ Antonioli 82’ | Marcatori |  |

| Arbitro: | Bevilacqua (Viareggio) |

|                          |           |             |
| Casanova 25’ Esposto 40’ | Marcatori | 82’ Demaría |

| Arbitro: | Mattea (Torino) |

|                                          |           |                                  |
| Romani 3’, 17’ Torriani 21’ Magnozzi 76’ | Marcatori | 52’ Godigna 63’ (rig.) Orlandini |

| Arbitro: | Rovida (Milano) |

|                                                            |           |                    |
| Casanova 3’, 58’ Ferrari 7’, 36’ Mazzoni 31’, 75’ Sala 33’ | Marcatori | 45’, 78’ Blasevich |

| Arbitro: | Mazzarini (Roma) |

|                                                           |           |                         |
| Bodini I 6’ Rossini 34’ Marchionneschi 45’ Gay 76’ (rig.) | Marcatori | 7’ Esposto 88’ Casanova |

| Arbitro: | Caironi (Milano) |

|                         |           |  |
| Ferrari 33’ Esposto 78’ | Marcatori |  |

| Arbitro: | Scorzoni (Bologna) |

|           |           |  |
| Piola 44’ | Marcatori |  |

| Arbitro: | Caironi (Milano) |

|                  |           |                                     |
| Stabile 16’, 70’ | Marcatori | 2’ (aut.) Gilardoni 60’ Sallustro I |

| Arbitro: | Carraro (Padova) |

|         |           |                                  |
| Volk 8’ | Marcatori | 10’ Esposto 52’ Sala 55’ Stabile |

| Arbitro: | Scorzoni (Bologna) |

|                           |           |                           |
| Stabile 59’ Ganduglia 86’ | Marcatori | 85’ Demaria 87’ Frione II |

| Arbitro: | Guarnieri (Milano) |

|                                                   |           |             |
| Orsi 49’ Sernagiotto 56’ Ferrari 75’ Vecchina 86’ | Marcatori | 50’ Esposto |

| Arbitro: | Mazzarini (Roma) |

|                           |           |                                               |
| Esposto 78’ Frisoni I 83’ | Marcatori | 21’ (aut.) Spigno 54’ Cattaneo 71’ Scagliotti |

### Girone di ritorno
| Arbitro: | Mastellari (Bologna) |

|                       |           |           |
| Busidoni 6’ Rocco 30’ | Marcatori | 57’ Carpi |

| Arbitro: | Bonivento (Venezia) |

|               |           |            |
| Ganduglia 20’ | Marcatori | 70’ Masera |

| Arbitro: | Barlassina (Novara) |

|                           |           |                                      |
| Volta 61’ Migliavacca 68’ | Marcatori | 9’ Esposto 12’ Stabile 88’ Frisoni I |

| Arbitro: | U.Gama (Milano) |

|            |           |           |
| Esposto 1’ | Marcatori | 55’ Baldo |

| Bologna 19 marzo 1933 22ª giornata | Bologna         | 0 – 0 | Genova 1893 | Stadio del Littoriale\| Arbitro: \| Rovida (Milano) \| |
| Arbitro:                           | Rovida (Milano) |       |             |                                                        |

| Arbitro: | Mazzarini (Roma) |

|                                  |           |                                       |
| Gilardoni 54’ (rig.) Ferrari 85’ | Marcatori | 15’ Sarni 34’ Borel I 50’, 66’ Gringa |

| Roma 9 aprile 1933 24ª giornata | Lazio            | 0 – 0 | Genova 1893 | Stadio Nazionale del PNF\| Arbitro: \| Caironi (Milano) \| |
| Arbitro:                        | Caironi (Milano) |       |             |                                                            |

| Arbitro: | Carraro (Padova) |

|                             |           |                         |
| Sala 32’ (rig.) Esposto 46’ | Marcatori | 15’ Romani 48’ Magnozzi |

| Arbitro: | Bevilacqua (Viareggio) |

|                  |           |             |
| Chiecchi III 17’ | Marcatori | 77’ Godigna |

| Arbitro: | U.Gama (Milano) |

|                                    |           |           |
| Frisoni I 67’ Sala 75’ Mazzoni 83’ | Marcatori | 68’ Scher |

| Arbitro: | Carraro (Padova) |

|                                    |           |  |
| Libonatti 22’ Prato 42’ Busoni 59’ | Marcatori |  |

| Arbitro: | U.Gama (Milano) |

|  |           |                   |
|  | Marcatori | 60’, 74’ Casalino |

| Arbitro: | Rovida (Milano) |

|                                                 |           |  |
| Sallustro I 44’ Ferraris II 80’ Sallustro I 82’ | Marcatori |  |

| Arbitro: | Bertoli (Vicenza) |

|                                  |           |                       |
| Casanova 9’ Orlandini 17’ (rig.) | Marcatori | 44’ (rig.) Costantino |

| Arbitro: | Bonivento (Venezia) |

|  |           |                         |
|  | Marcatori | 66’ Ferrari 75’ Esposto |

| Arbitro: | Scorzoni (Bologna) |

|                      |           |                         |
| Esposto 4’, 22’, 50’ | Marcatori | 5’ Cesarini 83’ Rosetta |

| Arbitro: | Carminati (Milano) |

|                                       |           |            |
| Borelli 44’ Riccardi 51’ Cattaneo 75’ | Marcatori | 9’ Mazzoni |

## Statistiche

### Statistiche di squadra
| Competizione | Punti | In casa | In casa | In casa | In casa | In casa | In casa | In trasferta | In trasferta | In trasferta | In trasferta | In trasferta | In trasferta | Totale | Totale | Totale | Totale | Totale | Totale | DR |
| Competizione | Punti | G       | V       | N       | P       | Gf      | Gs      | G            | V            | N            | P            | Gf           | Gs           | G      | V      | N      | P      | Gf     | Gs     | DR |
| ------------ | ----- | ------- | ------- | ------- | ------- | ------- | ------- | ------------ | ------------ | ------------ | ------------ | ------------ | ------------ | ------ | ------ | ------ | ------ | ------ | ------ | -- |
| Serie A      | 34    | 17      | 9       | 5       | 3       | 38      | 24      | 17           | 4            | 3            | 10           | 20           | 36           | 34     | 13     | 8      | 13     | 58     | 60     | -2 |

### Statistiche dei giocatori
| Giocatore     | Serie A  | Serie A |
| Giocatore     | Presenze | Reti    |
| ------------- | -------- | ------- |
| M. Bacigalupo | 18       | -31     |
| E. Bonilauri  | 4        | 0       |
| E. Carpi      | 3        | 1       |
| O. Casanova   | 14       | 5       |
| G. De Prà     | 16       | -29     |
| J. Esposto    | 31       | 15      |
| G.C. Ferrari  | 34       | 6       |
| G. Ferrari    | 2        | 0       |
| B. Frisoni    | 27       | 3       |
| A. Ganduglia  | 15       | 3       |
| A. Gilardoni  | 31       | 1       |
| F. Godigna    | 31       | 2       |
| A. Mazzoni    | 29       | 8       |
| G. Micossi    | 3        | 0       |
| R. Orlandini  | 12       | 3       |
| L. Patri      | 24       | 0       |
| L. Poggi      | 1        | 0       |
| J. Pratto     | 22       | 0       |
| V. Sala       | 25       | 5       |
| D. Savio      | 4        | 0       |
| G. Spigno     | 11       | 0       |
| G. Stabile    | 14       | 6       |
| A. Strata     | 3        | 0       |